# Sadyba Best Mall
Sadyba Best Mall – centrum handlowo-rozrywkowe znajdujące się przy ul. Powsińskiej 31 w Warszawie

## Opis
Pawła Gralińskiego, architekta obiektu, do współpracy zaprosił Thor Bjørdal, prezes grupy inwestycyjnej Pol Nordic Group. Spółka pozyskała pierwsze fundusze na budowę galerii handlowych w Polsce poprzez pierwszą ofertę publiczną bezpośrednio od inwestorów kapitałowych w rynku norweskim jesienią 1996.
Po podpisaniu umowy w lutym 1997 w sierpniu tego samego roku uzyskano prawomocne pozwolenie na budowę obiektu o powierzchni 55 000 m².
W 1998 zmienił się inwestor obiektu, a jego nowym właścicielem zostało I.T. International Ltd.
Budowa rozpoczęła się latem 1999. Projekt obiektu, zarządzanie projektem i inwestorstwo zastępcze były w gestii architekta P. Gralińskiego i jego pracowni. Budowa trwała 13 miesięcy. Bezpośrednio po otwarciu we wrześniu 2000 i sukcesie komercyjnym obiektu architekt zaproponował rozbudowę centrum na działce u zbiegu ulic Powsińskiej i św. Bonifacego. Centrum zostało oddane do użytku w 2000 roku.
Było to pierwsze centrum handlowe w Europie Środkowej i Wschodniej, w którym otworzono kino 3D IMAX.
Jako pierwsze centrum handlowo-rozrywkowe w tej części Europy zostało nagrodzone w 2002 przez Międzynarodową Radę Centrów Handlowych (International Council of Shopping Centers) w kategorii innowacyjny projekt (nagrodę ICSC trzy lata później, w 2005 roku, otrzymał także poznański Stary Browar dla najlepszego centrum handlowego na świecie w kategorii obiektów handlowych średniej wielkości).

## Podstawowe informacje
- Powierzchnia działki: 2,8 ha
- Powierzchnia najmu: 28 000 m²
- Powierzchnia ogólna: 55 000 m²
- Sklepy i punkty usługowe: 79
- Część rozrywkowa: Cinema City (12 sal kinowych), kinoteatr 3D IMAX[5]
- Część restauracyjna: 14 restauracji, barów i kawiarni
- Ilość miejsc parkingowych: 1000
- Generalny wykonawca: Hochtief Poland S.A. (w początkowej fazie: Budokor)
- Ilość odwiedzających rocznie: ok. 7 mln osób